# Угон самолёта A300 в Алжире
Угон самолёта A300 в Алжире — угон самолёта, произошедший в субботу 24 декабря 1994 года. Авиалайнер Airbus A300B2-1C авиакомпании Air France, на борту которого находился 221 человек (209 пассажиров и 12 членов экипажа), должен был выполнять плановый регулярный рейс AF8969 по маршруту Алжир—Париж, но был захвачен 4 вооружёнными террористами из «Вооружённой исламской группы (GIA)», которые убили 3 пассажиров. Целью террористов было освобождение из тюрьмы двух заключённых-террористов, а затем они планировали направить авиалайнер на Париж и взорвать его над Эйфелевой башней, тем самым выразив протест французскому правительству. 26 декабря по пути в Париж самолёт совершил посадку в Марселе для дозаправки, где его штурмовали бойцы GIGN.
В результате штурма все 4 террориста были убиты, все 218 человек на борту самолёта остались живы, ранения получили 25 человек — 16 человек в самолёте (3 члена экипажа и 13 пассажиров) и 9 бойцов GIGN.
События с рейсом 8969 Air France считаются предшествующими терактам 11 сентября 2001 года.

## Самолёт
Airbus A300B2-1C (регистрационный номер F-GBEC, серийный 104) был выпущен в 1980 году (первый полёт совершил 28 февраля). 8 апреля того же года поступил в авиакомпанию Air France. Оснащён двумя турбовентиляторными двигателями General Electric CF6-50C2R. На день угона 14-летний авиалайнер совершил 20 155 циклов «взлёт-посадка» и налетал 22 651 час.

## Экипаж и пассажиры
Состав экипажа рейса AF8969 был таким:
- Командир воздушного судна (КВС) — 51-летний Бернар Деллемм (фр. Bernard Dhellemme).
- Второй пилот — Жан-Поль Бордери (фр. Jean-Paul Borderie).
- Бортинженер — Ален Боссуа (фр. Alain Bossuat).

В салоне самолёта работали 9 бортпроводников:
- Жиль Дуни (фр. Gilles Dunis) — старший бортпроводник,
- Кристиан Адено (фр. Christiane Adenot),
- Николь Шовен (фр. Nicole Chauvin),
- Сильвен Бидо (фр. Sylviane Bidault),
- Клод Буржинар (фр. Claude Burginard),
- Кристоф Морен (фр. Christophe Morin),
- Анн Дюфрен (фр. Anne Dufrène),
- Ришар Клере (фр. Richard Cleret),
- Людовик Ульмер (фр. Ludovic Ulmer).

| Гражданство    | Пассажиры | Экипаж | Всего |
| -------------- | --------- | ------ | ----- |
| Алжир          | 100       | 0      | 100   |
| Франция        | 75        | 12     | 87    |
| Германия       | 10        | 0      | 10    |
| Ирландия       | 5         | 0      | 5     |
| Нидерланды     | 3         | 0      | 3     |
| Норвегия       | 5         | 0      | 5     |
| Великобритания | 5         | 0      | 5     |
| США            | 5         | 0      | 5     |
| Вьетнам        | 1         | 0      | 1     |
| Всего          | 209       | 12     | 221   |

Всего на борту самолёта находился 221 человек — 12 членов экипажа и 209 пассажиров.

## Хронология событий

### 24 декабря
В этот день Airbus A300B2-1C борт F-GBEC без затруднений выполнил плановый регулярный рейс AF8968 из Парижа в Алжир, после чего должен был выполнять обратный рейс — AF8969 из Алжира в Париж. В Алжире в то время шла гражданская война, и для полётов в эту страну экипажи самолётов Air France набирались исключительно из добровольцев. В алжирском аэропорту Хуари Бумедьен на борт рейса 8969 сели 209 пассажиров (в разных источниках от 220 до 227), преимущественно граждане Алжира и Франции; экипаж состоял из 12 человек: 3 пилота и 9 бортпроводников. Согласно плану, лайнер должен был вылететь из Алжира в 11:15.
Стюардессы уже собирались закрыть двери, когда на борт поднялись 4 мужчин в униформе авиакомпании Air Algérie, которые назвались агентами безопасности и стали проверять паспорта пассажиров. Такая проверка привела к задержке вылета, что привлекло внимание руководства аэропорта, и те направили к самолёту группу спецназа. Увидев через иллюминаторы приближающиеся к авиалайнеру машины, «агенты» выхватили пистолеты-пулемёты Uzi и автоматы Калашникова и заявили, что самолёт захвачен исламистами. Затем трое из них закрылись в кабине экипажа, держа пилотов на прицеле, а четвёртый остался у двери в кабину. Одним из первых требований террористов было, чтобы все женщины в самолёте покрыли головы вуалями, а затем они потребовали от алжирских властей освободить из тюрем двух лидеров Исламского фронта спасения — Абасси Мадани (англ. Abassi Madani) и Али Белхаджа (англ. Ali Belhadj), на что получили отказ. Желая показать твёрдость своих намерений, угонщики к 14:00 выбрали первую жертву — алжирского полицейского, выявленного при проверке документов; по свидетельствам пассажиров, он кричал: Не убивайте меня, у меня есть жена и ребёнок!, но угонщики выстрелили ему в голову и выбросили его тело из самолёта на багажную тележку.
В связи с событиями в Алжире многие французские чиновники прервали свои рождественские каникулы, включая премьер-министра Франции Эдуара Балладюра, который взял на себя личную ответственность за управление кризисной ситуацией. После убийства пассажира террористы снова связались с диспетчерской вышкой и потребовали от властей дать им возможность вылететь во Францию, заявив, что в противном случае все заложники будут расстреляны, а самолёт взорван. Видя, что алжирские власти по-прежнему не идут на уступки, угонщики убили ещё одного пассажира — 48-летнего Буй Жанг То (англ. Bui Giang To) — сотрудника посольства Вьетнама в Алжире, который был выбран из-за того, что выглядел как типичный иностранец. Переговоры зашли в тупик, но тем не менее премьер-министру Франции удалось убедить террористов освободить часть пассажиров. Всего к вечеру субботы были освобождены 63 пассажира, включая 16 детей.
В тот же день в 20:00 на Мальорку на самолёте Airbus A300 авиакомпании Air France (идентичном захваченному) вылетела группа вмешательства французской жандармерии (GIGN) из 40 человек, командиром которой был 35-летний майор Дени Фавье (фр. Denis Favier). Вскоре группа приземлились в аэропорту Пальма-де-Мальорка в 320 километрах севернее Алжира и стала ожидать дальнейшего развития событий, так как алжирские власти отказались впускать бойцов GIGN на территорию своей страны.

### 25 декабря
Ночью самолёт освещался двумя прожекторами. С помощью приборов ночного видения удалось установить личность лидера группы террористов; им оказался 25-летний Абдул Абдулла Яхья (англ. Abdul Abdallah Yahia), также известный как «Эмир» (англ. The Emir) — активист фракции Муа-кун Би Эддима, относящейся к «Вооружённой исламской группе (GIA)». Впоследствии по показаниям освобождённых пассажиров было установлено, сколько всего террористов на борту и где они в основном находились. Чтобы убедить лидера террористов сдаться, алжирские власти к утру привезли в аэропорт его мать, которая по радиосвязи стала умолять сына отпустить заложников; на это разозлённый такими действиями властей Яхья в итоге крикнул: Мама, мы встретимся в раю!.
К тому времени угонщики всё меньше требовали отпустить исламских лидеров и всё больше настаивали, чтобы им дали возможность вылететь в Париж, где планировалось дать пресс-конференцию, но анонимный информатор сообщил во французское консульство в Оране, что истинной целью террористов является взрыв авиалайнера над Эйфелевой башней. Из описания пассажирами размещения бомбы эксперты сделали вывод, что в случае её детонирования самолёт действительно разорвёт на несколько крупных частей.
Между тем, разозлённые угонщики выдвинули ультиматум — до 21:30 убрать трап от самолёта (он так и продолжал стоять на месте с момента захвата) и дать рейсу 8969 возможность взлететь, в противном случае каждые 30 минут они будут убивать по заложнику. Для передачи этого сообщения был выбран пассажир — молодой повар французского посольства Янник Бёнье (фр. Yannick Beugnet), который по радиосвязи сообщил авиадиспетчеру требования террористов. Несмотря на уверения властей Алжира, что это блеф, через 1 минуту после истечения ультиматума пассажир Бёнье был убит и его тело было выброшено из самолёта на землю.
Вскоре после этого Эдуар Балладюр заявил президенту Алжира Ламину Зеруалю, что алжирские власти теперь в ответе за гибель французских пассажиров, после чего убедил дать разрешение авиалайнеру лететь во Францию.

### 26 декабря
В понедельник около 02:00 ночи рейс AF8969 вылетел из алжирского аэропорта в сторону Средиземного моря, но направился не в Париж, а в Марсель (якобы для дозаправки). В 03:33 самолёт приземлился в аэропорту Марсель-Прованс; за считанные минуты до его приземления в аэропорт прибыл французский спецназ. В 06:00 утра лидер террористов Яхья потребовал залить в баки самолёта 27 тонн авиатоплива, хотя для полёта до Парижа достаточно и 8-10 тонн; это привело к твёрдой уверенности, что угонщики действительно планировали взорвать самолёт над городом, и потому их нельзя выпускать из Марселя. Когда Яхья потребовал в течение 1,5 часов дать им возможность вылететь, в 09:40 его уговорили дать возможность команде волонтёров очистить туалеты и принести запасы воды и еды. На самом деле волонтёрами были переодетые бойцы GIGN, которые смогли осмотреть входные двери и убедиться, что те не заминированы, а также разместили незаметные прослушивающие устройства.
В ответ на требования разрешить самолёту взлететь, террористов убедили, что журналисты уже находятся в Марселе, а потому нет смысла лететь в Париж для пресс-конференции. Ошеломлённый такой новостью Яхья согласился на проведение пресс-конференции, при этом пассажиров предварительно увели в хвостовую часть салона самолёта. В 15:30 после уговоров были освобождены 2 больных пассажира. Предчувствуя неладное, в 16:45 лидер угонщиков дал экипажу команду следовать к началу ВПП для взлёта, а по радиосвязи выдвинул условие, чтобы до 17:00 лайнеру разрешили взлететь, в противном случае они примут меры. В 17:08 один из разозлённых террористов выпустил очередь в сторону диспетчерской вышки и разрушил на ней эркер. После этого спецназу была дана команда на начало штурма, руководил операцией на месте Дени Фавье.
В 17:12 в вечерних сумерках к лайнеру направились три трапа, на которых укрывались жандармы: первый с 9 бойцами к первой двери с правой стороны, а два других с 11 бойцами на каждом — с обеих сторон к задним дверям. Когда в 17:17 трап подъехал к самолёту, выяснилось, что он оказался чуть выше и блокировал дверь; причиной этого было то, что отряд тренировался на пустом самолёте, а не на гружённом, который несколько просел. После того как дверь была открыта, один из бойцов (Тьерри Прюньо (фр. Thierry Prungnaud)) вбежал внутрь кабины пилотов и двумя выстрелами убил одного террориста и ранил другого. В ответ он получил три очереди из автоматов, 7 пулевых ранений и был контужен взорвавшейся гранатой. Тем не менее, он остался жив. Второй пилот выпрыгнул через стекло кабины экипажа и упал на землю; прихрамывая, он убежал в безопасное место. КВС и бортинженер остались в кабине и едва избежали ранений, так как спецназовцы и террористы стали перестреливаться через стенки, а затем стали применять и гранаты. В это же самое время в хвостовой части самолёта были развёрнуты аварийные надувные трапы и началась эвакуация пассажиров. По команде Фавье находящиеся снаружи снайперы открыли прицельный огонь по кабине и вскоре убили ещё одного угонщика. В 17:34, через 17 минут после начала штурма, все 4 террориста были убиты; спустя 54 часа с момента захвата рейс AF8969 был освобождён. Ни один из 218 заложников во время штурма не погиб.

## Последствия
- Airbus A300B2-1C борт F-GBEC во время штурма и ликвидации угонщиков получил критические повреждения и был списан.
- Авиакомпания Air France в знак уважения к пассажирам и экипажу рейса 8969 сменила номер рейса Алжир—Париж c AF8969 на AF1555 и AF1855, и по ним летают Airbus A320 и Airbus A319 соответственно. Сменился и парижский пункт назначения — Международный аэропорт имени Шарля-де-Голля вместо аэропорта Орли.
- Номер рейса 8969 стал номером код-шерингового рейса американской авиакомпании Delta Air Lines по маршруту Рочестер—Атланта.

## Культурные аспекты
- Захват рейса 8969 показан во 2 сезоне канадского документального телесериала Расследования авиакатастроф в эпизоде Захват самолёта.
- Захвату рейса 8969 посвящён вышедший в 2010 году французский фильм «Штурм».

### Комментарии
1. ↑  Здесь и далее указано Восточноевропейское время — CEST